# NGC 7279
NGC 7279 é uma galáxia espiral barrada (SBc) localizada na direcção da constelação de Piscis Austrinus. Possui uma declinação de -35° 08' 24" e uma ascensão recta de 22 horas, 27 minutos e 12,6 segundos.
A galáxia NGC 7279 foi descoberta em 23 de Setembro de 1834 por John Herschel.